# Колтаков, Дмитрий Сергеевич
Дми́трий Серге́евич Колтако́в (род. 6 декабря 1990, Курган) — российский гонщик, выступающий в мотогонках на льду. Мастер спорта России международного класса. Чемпион России и мира в личном и командном зачётах. Выступает за команду «Торпедо-ШААЗ» из Шадринска.

## Биография
Дмитрий Сергеевич Колтаков родился 6 декабря 1990 года в городе Кургане Курганской области.
Вместе со старшими братьями Сергеем (род. 26.07.1987) и Максимом (род. 21.07.1989) Дмитрий Колтаков с 10 лет занимался мотокроссом, позже братья перешли на занятия мотогонками на льду, тренируясь в городе Шадринске Курганской области. Уже в 15 лет, в 2006 году выступил в полуфинале Личного чемпионата России среди юниоров.
В сезоне 2007/2008 года стал бронзовым призёром Командного первенства России среди юниоров, с сезона 2008/2009 стал выступать во взрослом чемпионате России за команду Торпедо-ШААЗ г. Шадринск, дважды выиграв (2009 и 2010) серебро Высшей лиги (2 дивизион ЧР).
В 2009 году окончил школу № 40 города Кургана и поступил в Курганский технологический колледж имени Н. Я. Анфиногенова, который окончил в 2012 году.
Перед сезоном 2010/2011 году перспективного гонщика пригласили в уфимский клуб «Башкортостан», где многократный чемпион мира Николай Красников стал заниматься развитием спортсмена. В этом же году Дмитрий Колтаков выиграл личный юниорский чемпионат страны.
В следующем сезоне 2012 года Колтаков впервые стал призёром личного чемпионата России и дебютировал на чемпионате мира, заняв 4 место в итоговой классификации. В сезонах 2013 и 2014 гг. становился вторым, уступая только Даниилу Иванову, однако в 2015 г. взял реванш, став чемпионом мира.
Колтаков выступал за Центр технических видов спорта имени Г. Кадырова (Республика Башкортостан).
Кроме того, в 2013-2014 и 2016-2017 гг. в составе сборной России выигрывал командный чемпионат мира, а в 2014 и 2015 гг. – чемпионат России в составе «Башкортостана».
В 2013 году поступил в Башкирский институт физической культуры (филиал) ФГОУ ВПО «Уральский государственный университет физической культуры», который окончил.
Перед сезоном 2015/16 перешёл в новосозданную команду ЦСКА (Москва). В сезоне 2016 г. уступил титул чемпиона мира Дмитрию Хомицевичу.
В сезоне 2016/17 клуб ЦСКА переехал в Ярославль, однако не заявился ни в одну из лиг чемпионата России, поэтому в данном сезоне Дмитрий Колтаков выступал только в личных соревнованиях, став чемпионом России и мира. На следующий год перешёл в клуб СТК Нефтекамск, с которым выиграл бронзу командного чемпионата страны, а также в очередной раз выиграл личный чемпионат России и мира.

### Мировая серия Гран-При
| Сезон | 1              | 2              | 3               | 4               | 5           | 6           | 7          | 8          | 9           | 10          | Место | Очки |
| ----- | -------------- | -------------- | --------------- | --------------- | ----------- | ----------- | ---------- | ---------- | ----------- | ----------- | ----- | ---- |
| 2012  | Красногорск 15 | Красногорск 12 | Уфа 15          | Уфа 14          | Ассен 15    | Ассен 11    | Уппсала 12 | Уппсала 14 |             |             | 4     | 108  |
| 2013  | Красногорск 18 | Красногорск 17 | Тольятти 19     | Тольятти 20     | Ассен 21    | Ассен 20    | Инцелль 15 | Инцель 16  | Уппсала 15  | Уппсала 17  | 2     | 178  |
| 2014  | Красногорск 18 | Красногорск 16 | Благовещенск 18 | Благовещенск 16 | Ассен 17    | Ассен 20    | Инцелль 19 | Инцель 16  |             |             | 2     | 140  |
| 2015  | Красногорск 15 | Красногорск 20 | Тольятти 17     | Тольятти 16     | Алма-Ата 18 | Алма-Ата 14 | Ассен 21   | Ассен 20   | Инцелль 20  | Инцелль 19  | 1     | 180  |
| 2016  | Красногорск 18 | Красногорск 19 | Алма-Ата 16     | Алма-Ата 16     | Берлин 17   | Берлин 14   | Ассен 18   | Ассен 20   | Инцелль 17  | Инцелль 18  | 2     | 173  |
| 2017  | Тольятти 18    | Тольятти 19    | Шадринск 17     | Шадринск 18     | Алма-Ата 14 | Алма-Ата 19 | Берлин 21  | Берлин 20  | Херенвен 21 | Херенвен 18 | 1     | 185  |
| 2018  | Астана 19      | Астана 21      | Тольятти 21     | Тольятти 19     | Берлин 21   | Берлин 21   | Инцелль 20 | Инцелль 21 | Херенвен 18 | Херенвен 21 | 1     | 202  |

| Достижения в России Юниорские соревнования Чемпионат России по мотогонкам на льду: в личном зачёте — 1 место (2011), 2 место (2009), 3 место (2010) в командном зачёте — 1 место (2010), 3 место (2008) Взрослые соревнования Чемпионат России по мотогонкам на льду: в личном зачёте — 1 место (2017, 2018), 2 место (2014, 2016, 2019), 3 место (2013), 4 место (2020) в командном зачёте — 1 место (2014, 2015), 2 место (2011, 2012, 2013, 2016), 3 место (2018), 4 место (2020) Кубок России — 1 место (2011) | Личный чемпионат Европы среди юниоров — 5 место (2010), 6 место (2009) Личный чемпионат Европы — 6 место (2011) Личный чемпионат мира — 1 место (2015, 2017, 2018), 2 место (2013, 2014, 2016, 2019), 5 место (2020) Командный чемпионат мира — 1 место (2013, 2014, 2016, 2017, 2018, 2019) Кубок Рулофа Тейса (Roelof Thijs bokaal, Ассен, Нидерланды) — 1 место (март 2011) |  |

## Награды и звания
- Спортивное звание «Мастер спорта России» (мотоциклетный спорт), Приказ Министерства спорта, туризма и молодежной политики Российской Федерации № 32-нг от 30 октября 2012 года[8].
- Спортивное звание «Мастер спорта России международного класса» (мотоциклетный спорт), Приказ Министерства спорта, туризма и молодежной политики Российской Федерации № 49-нг от 28 ноября 2012 года.
- Портрет занесён в Галерею «Курганцы — гордость города», 2018 год[9]